# Готьє VI де Брієнн
Готьє VI де Брієнн (фр. Gautier VI de Brienne; 1302/1304 – 19 вересня 1356) — військовий і державний діяв Французького королівства, граф Лечче (як Готьє III), граф Брієнн (як Готьє VI), подеста (правитель) Флорентійської республіки у 1342—1343 роках, титулярний герцог Афінський (як Готьє II). Учасник Столітньої війни.

## Життєпис

### Молоді роки
Походив з шампанського шляхетського роду де Брієнн. Син Готьє V де Брієнна, герцога Афінського, і Жанни де Шатійон. Народився між 1302 і 1304 роками. Після загибелі батька 1311 року у війні з Каталонською компанією (загоном арагонських найманців — альмогаварів) разом з родиною втік до Аргосу, а звідти до Неаполітанського королівства. Тут йогом мати оголосила Готьє новим герцогом Афінським, але фактично його володіння обмежувалися сеньйоріями Аргосу і Навпліону. Регентшею в усіх володіннях Готьє через малолітство того стала мати Жанна.
Жанна де Шатійон протягом тривалого часу намагалася отримати допомогу від неаполітанського королівського двору для повернення Афін. Цьому сприяло те, що «каталонці» визнали зверхність запеклого ворога Анжу-Сицилійської династії — королів Сицилії з Арагонської династії. З 1321 року почалася готуватися кампанія, але постійно відкладалася через брак коштів. Для просування цих планів 1325 року було влаштовано шлюб Готьє з донькою Філіпа I Тарентського, сюзерена Ахейського князівства. Декілька місяців був вікарієм Карла, герцога Калабрії.

### Кампанії на Балканах
У 1326 році вперше спробував відвоювати Афінське герцогство, але похід майже після початку завершився. 1328 року Готьє де Брієнн уклав перемир'я з каталонцями. 1330 року папа римський Іван XXII буллу, якою наказував прелатам і сеньйорам допомагати де Брієнну у відвоюванні його спадщини. Проти Каталонської компанії було оголошено хрестовий похід, який підтримав Роберт, король Неаполю.
Проти Готье виступила Венеційська республіка. Тоді з метою створення бази для наступу в Середній Греції Готьє де Брієнн з Іонічних островів вирішив атакувати епірського деспота Іоанна II Орсіні (союзника венеційців). Він найняв 800 лицарів і 500 піхотинців, позичив кораблі в республіці Рагуза і з цими силами напав на епіріотів, захопивши Арту та змусивши Орісіні визнати зверхність короля Неаполю. Сам де Брієнн отаборився на о. Лефкада та в замку Воніца, звідки планував рушити до Беотії.
Спочатку вдалося зайняти північ Беотії, але Каталонська компанія відступила до Фів, які Готьє де Брієнн не зміг зайняти. 1332 року повернувся до Італії. 1399 року призначається лейтенантом (військовим намісником) французького короля області Тіраше (на кордоні з графством Ено).

### Подеста Флоренції
1340 року помирає його дружина. 1342 року повертається до Італії. Тоді ж призначив губернатором Лефкади і Воніци венеційця Граціано Дзодзі (1355 року передав їх йому як феод).
У листопаді того ж року був запрошений керувати Флорентійською республікою, яка опинилася в політичній та фінансовій кризі. «Старші цехи» пропонували обмежили термін панування Готьє де Брієнна 1 роком, проте «молодші цехи» виступили за пожиттєве володарювання. Втім самого початку виявив упередженість проти флорентійського патриціату, який не вважав рівним до себе, хоча спочатку доклав зусиль для обмеження старших цехів на користь молодших. Також за кошти республіки придбав місто Пістоя, яке оголосив своєю власністю.
Впроваджував нові податки, які планував використати для збору війська проти Вернера фон Урслінгена, очільника найманців на службі Пізанської республіки, що погрожувала інтересам Флоренції.
Внаслідок загального невдоволення діями подести вже через 10 місяців, у 1343 році, проти нього повстали усі цехи. На думку Нікколо Макіавеллі вони лише попередити намір де Брієнна захопити й стратити 300 представників патриціату, після чого стати монархом Флоренції. Готьє де Брієнн ледве врятувався.

### На службі Франції
1344 року повернувся до французького двору, де оженився на доньці графа де Е (з іншої ліки Брієннського дому). Невдовзі відновилася війна з Англією. 1347 року призначено королівським лейтенантом в Вермандуа, Пікардії і Артуа.
1356 року призначається конетаблем Франції. Брав участь у битві при Пуатьє, де загинув. Його володіння та титули успадкувала сестра Ізабелла разом з синами.

## Родина
1 Дружина — Маргарита, донька Філіпа I Тарентського
Діти:
- Готьє (помер дитиною)

2 Дружина — Жанна, донька Рауля I де Брієнна, конетабля Франції
Діти*
- Маргарита (померла дитиною)
- Жанна (померла дитиною)